# Episodi di Mr. Roberts
La prima e unica stagione della serie televisiva Mr. Roberts è andata in onda negli Stati Uniti dal 17 settembre 1965 all'8 aprile 1966 sulla NBC.
| nº | Titolo originale                       | Prima TV USA      | Titolo italiano | Prima TV Italia |
| -- | -------------------------------------- | ----------------- | --------------- | --------------- |
| 1  | Bookser's Honeymoon                    | 17 settembre 1965 |                 |                 |
| 2  | Liberty                                | 24 settembre 1965 |                 |                 |
| 3  | Physician, Heal Thyself                | 11 ottobre 1965   |                 |                 |
| 4  | The Conspiracy                         | 8 ottobre 1965    |                 |                 |
| 5  | Old Rustysides                         | 15 ottobre 1965   |                 |                 |
| 6  | Lover, Come Forward                    | 22 ottobre 1965   |                 |                 |
| 7  | The Captain's Party                    | 29 ottobre 1965   |                 |                 |
| 8  | Happy Birthday, to Who?                | 5 novembre 1965   |                 |                 |
| 9  | Love at 78 RPM                         | 12 novembre 1965  |                 |                 |
| 10 | Don't Look Now but Isn't That the War? | 19 novembre 1965  |                 |                 |
| 11 | Which Way Did the War Go?              | 26 novembre 1965  |                 |                 |
| 12 | Getting There is Half the Fun          | 3 dicembre 1965   |                 |                 |
| 13 | Dear Mom                               | 10 dicembre 1965  |                 |                 |
| 14 | The Reluctant Mutiny                   | 17 dicembre 1965  |                 |                 |
| 15 | Rock-a-Bye Reluctant                   | 24 dicembre 1965  |                 |                 |
| 16 | Carry Me Back to Cocoa Island          | 31 dicembre 1965  |                 |                 |
| 17 | The Replacement                        | 7 gennaio 1966    |                 |                 |
| 18 | Black and Blue Market                  | 14 gennaio 1966   |                 |                 |
| 19 | The World's Greatest Lover             | 21 gennaio 1966   |                 |                 |
| 20 | Eight in Every Port                    | 28 gennaio 1966   |                 |                 |
| 21 | The Super Chief                        | 4 febbraio 1966   |                 |                 |
| 22 | The Doctor's Dilemma                   | 11 febbraio 1966  |                 |                 |
| 23 | The Reluctant Draggin'                 | 18 febbraio 1966  |                 |                 |
| 24 | Damn the Torpedoes!                    | 25 febbraio 1966  |                 |                 |
| 25 | A Turn for the Nurse                   | 4 marzo 1966      |                 |                 |
| 26 | Son of "Eight In Every Port"           | 11 marzo 1966     |                 |                 |
| 27 | Unwelcome Aboard                       | 18 marzo 1966     |                 |                 |
| 28 | Undercover Cook                        | 25 marzo 1966     |                 |                 |
| 29 | In Love and War                        | 1º aprile 1966    |                 |                 |
| 30 | Captain, My--Captain?                  | 8 aprile 1966     |                 |                 |

## Bookser's Honeymoon
- Prima televisiva: 17 settembre 1965
- Diretto da: Fielder Cook

### Trama
- Guest star: Tim Rooney (Bookser), Charles Doherty

## Liberty
- Prima televisiva: 24 settembre 1965
- Diretto da: James Komack
- Scritto da: Ed Jurist

### Trama
- Guest star: Danny Welton (Talker), Garry Goodrich (Jonesy), Beverly Powers (bionda), Henry Gibson (Insigna), Barry Kelley (ammiraglio Weatherby), Hal Bokar (aiutante nostromo), John McCook (Lee Helmsman), Ron Starr (marinaio Mannion)

## Physician, Heal Thyself
- Prima televisiva: 11 ottobre 1965
- Diretto da: Robert Butler

### Trama
- Guest star: Reginald Denny (Sir Andrew)

## The Conspiracy
- Prima televisiva: 8 ottobre 1965

### Trama
- Guest star: Danny Nagai, Tsu Kobayashi, Alberto Morin

## Old Rustysides
- Prima televisiva: 15 ottobre 1965
- Diretto da: Lawrence Dobkin

### Trama
- Guest star: Woodrow Parfrey (Cooper), Lou Wills

## Lover, Come Forward
- Prima televisiva: 22 ottobre 1965
- Diretto da: Gene Reynolds
- Scritto da: James O'Hanlon

### Trama
- Guest star: Margarita Martin (governante), Erain D'Amato (Annette), Dennis Robertson (Cookie Pike), Lisa Gaye (Leona I/Leona II)

## The Captain's Party
- Prima televisiva: 29 ottobre 1965
- Scritto da: Earl Barret

### Trama
- Guest star: Gladys Holland (Mme. Dumonier), Danny Welton (Talker)

## Happy Birthday, to Who?
- Prima televisiva: 5 novembre 1965
- Diretto da: Richard Kinon
- Scritto da: Bob Barbash

### Trama
- Guest star: John McCook (Stefanowski), Kip King (Wiley)

## Love at 78 RPM
- Prima televisiva: 12 novembre 1965
- Diretto da: Seymour Robbie
- Scritto da: Leo Rifkin, Ken Pettus

### Trama
- Guest star: Dennis Robertson (Cookie Pike), John McCook (Stefanowski)

## Don't Look Now but Isn't That the War?
- Prima televisiva: 19 novembre 1965
- Diretto da: Robert Butler
- Scritto da: Douglas Morrow

### Trama
- Guest star: Stanley Clements (Burke)

## Which Way Did the War Go?
- Prima televisiva: 26 novembre 1965
- Diretto da: Robert Butler

### Trama
- Guest star: George Takei (Tanaka)

## Getting There is Half the Fun
- Prima televisiva: 3 dicembre 1965
- Diretto da: Robert Butler

### Trama
- Guest star: Barry Kelley (ammiraglio Weatherby), James Stacy, Bill Quinn

## Dear Mom
- Prima televisiva: 10 dicembre 1965
- Diretto da: William Wiard

### Trama
- Guest star:

## The Reluctant Mutiny
- Prima televisiva: 17 dicembre 1965
- Diretto da: Seymour Robbie

### Trama
- Guest star: Dennis Robertson (Cookie Pike)

## Rock-a-Bye Reluctant
- Prima televisiva: 24 dicembre 1965

### Trama
- Guest star: Barry Kelley (ammiraglio Weatherby), Ratna Assan (Lisa), Naomi Stevens (Mama Charley)

## Carry Me Back to Cocoa Island
- Prima televisiva: 31 dicembre 1965
- Diretto da: Lawrence Dobkin
- Scritto da: Richard Baer

### Trama
- Guest star: Joy Harmon (Rosemary), Henry Gibson (Insigna)

## The Replacement
- Prima televisiva: 7 gennaio 1966
- Diretto da: William Wiard

### Trama
- Guest star: Shelley Berman

## Black and Blue Market
- Prima televisiva: 14 gennaio 1966
- Diretto da: William Wiard

### Trama
- Guest star: Joan Freeman (tenente Lilli Stephenson), Barry Kelley (ammiraglio Weatherby), Tiger Joe Marsh

## The World's Greatest Lover
- Prima televisiva: 21 gennaio 1966
- Diretto da: Seymour Robbie

### Trama
- Guest star: Linda Gaye Scott

## Eight in Every Port
- Prima televisiva: 28 gennaio 1966
- Diretto da: Leslie H. Martinson
- Scritto da: Don Tait

### Trama
- Guest star: Alan Mowbray (capo)

## The Super Chief
- Prima televisiva: 4 febbraio 1966

### Trama
- Guest star: Jack Carter

## The Doctor's Dilemma
- Prima televisiva: 11 febbraio 1966
- Diretto da: Allen Baron
- Scritto da: Douglas Morrow

### Trama
- Guest star: Patrice Wymore (Beulah Cronk), Ernie Anderson, Paul Nuckles

## The Reluctant Draggin'
- Prima televisiva: 18 febbraio 1966
- Diretto da: Seymour Robbie

### Trama
- Guest star: Edd Byrnes (Rodney Stone), Roland La Starza (arbitro)

## Damn the Torpedoes!
- Prima televisiva: 25 febbraio 1966
- Diretto da: Seymour Robbie
- Scritto da: Ken Pettus, Herman Groves

### Trama
- Guest star: Kelly Jean Peters (Martha), Mimsy Farmer (Peaches), Yvonne Craig (Carol Jennings)

## A Turn for the Nurse
- Prima televisiva: 4 marzo 1966
- Diretto da: Leslie H. Martinson
- Scritto da: Douglas Morrow

### Trama
- Guest star: Barbara Stuart (Jill Craig), Gayle Hunnicutt (Ann)

## Son of "Eight In Every Port"
- Prima televisiva: 11 marzo 1966

### Trama
- Guest star: Keely Smith (Kueen Konah), Alan Mowbray (capo), Pamela Woolman (Real Dish)

## Unwelcome Aboard
- Prima televisiva: 18 marzo 1966
- Diretto da: Seymour Robbie
- Scritto da: Bobby Bell, Bill Lee, James Komack

### Trama
- Guest star: Tom Brown (ammiraglio Morrison), Barrie Chase (Sumara)

## Undercover Cook
- Prima televisiva: 25 marzo 1966
- Diretto da: Seymour Robbie
- Scritto da: Ken Pettus

### Trama
- Guest star: Tom Brown (ammiraglio Morrison), Wally Cox (cuoco), Robert Ito (George)

## In Love and War
- Prima televisiva: 1º aprile 1966
- Diretto da: Leslie H. Martinson
- Scritto da: Don Tait

### Trama
- Guest star: Mamie Van Doren

## Captain, My--Captain?
- Prima televisiva: 8 aprile 1966
- Diretto da: Leslie H. Martinson
- Scritto da: Ken Pettus

### Trama
- Guest star: Barbara Werle (Tokyo Tulip), Jeannine Riley, Darlene Patterson